# Maryse Ouellet

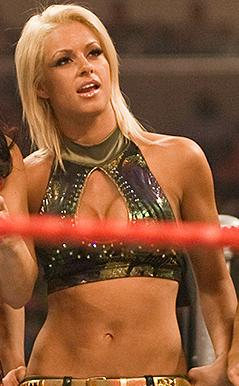
Maryse Ouellet

Maryse Mizanin, mest känd som Marye Ouellet född 21 januari 1983 är en fransk-kanadensisk glamourmodell och professionell wrestlare. Hon tävlade i WWE i USA mellan 2006 och 2011. Hon vann skönhetstävlingen Miss Hawaiian Tropic Canada år 2003, hon anställdes av WWE i augusti 2006 efter att hon deltog i en talangjakt för nya wrestling talanger vid namn WWE Diva D’Search. Hon har också medverkat i tidningen Playboys kalender vid namn Girls of Canada, år 2007.